# Michel-Joseph Steenebruggen
Michel-Joseph Steenebruggen (soms ook: Steenbruggen) (Brussel, 10 september 1838 – Sint-Jans-Molenbeek, 2 oktober 1903) was een Belgisch componist en dirigent.

## Levensloop
Steenebruggen werd al in jonge jaren lid van het Groot Harmonieorkest van de Belgische Gidsen. Van 1867 tot 1877 was hij kapelmeester van het 3e linieregiment. In 1882 was hij opvolger van Henri Labory als dirigent en kapelmeester van het 1e Regiment Chasseurs à Pied Band, nu: 1e Karabiniers Regiment. In deze functie bleef hij tot hij met pensioen ging. 
Als componist schreef hij werken voor harmonieorkest.

## Composities

### Werken voor harmonieorkest
- Belgique, ouverture
- Le Retour au Foyer, ouverture
- Mars van het 3e linieregiment

- MusicBrainz: 74908bd4-65c0-427c-8e4d-cde16cd0aa28
- Virtual International Authority File: 9176152744552927850002